# ALYREF
ALYREF‏ (Aly/REF export factor) هوَ بروتين يُشَفر بواسطة جين ALYREF في الإنسان.